# Patricia Fierro
Patricia Elizabeth Fierro Franzero (Pando, 12 de marzo de 1980) es una modelo y comunicadora uruguaya.

## Biografía
Nació en 1980 en Pando, Departamento de Canelones, como hija de Nair Franzero y Juan Ángel Fierro.
Comenzó a trabajar como modelo a una edad temprana, realizando campañas publicitarias. Su primera participación en televisión fue en programa de concurso Locos por saber, conducido por Juan Carlos Scelza. Asimismo, programa Pizza a Carballo de Canal 4, donde permaneció hasta noviembre de 2008. En el verano austral de 2009 integró el elenco del espectáculo Revista Latina en Villa Carlos Paz, Argentina.
En 2011 reemplazó a Claudia Fernández en la conducción de El Garage, programa de Canal 10 dedicado al automovilismo. Después de seis temporadas, el ciclo salió del aire en mayo de 2015.En 2012 presentó el show de stand-up junto al comediante Nelson Burgos, con una gira por diferentes ciudades de Uruguay. En diciembre de 2014 estrenó Destinos y sabores, programa de viajes y gastronomía emitido por Canal U.
Entre 2015 y 2020 condujo el magacín estival 7 sentidos de Canal 7 de Punta del Este. En 2017 comenzó a conducir junto a Andrés Airaldi y Gastón González Díaz el late night show Alguien tiene que hacerlo emitido por la plataforma web Tiempo.TV y el canal La Red. En 2019 el programa fue incorporado a la programación del canal por suscripción VTV, pero en 2020 suspendió sus emisiones debido a la pandemia de COVID-19.
En 2018 fichó como conductora de AUVO TV, canal oficial de la Asociación Uruguaya de Volantes desde el Autódromo Víctor Borrat Fabini. En marzo de 2019 fue la conductora principal de la transmisión del Carnaval de Melo,y ese mismo año lanzó su propia línea de bikinis y ropa interior. En agosto de 2020 fue confirmada como participante del reality culinario, MasterChef Celebrity. Finalmente fue la segunda eliminada del certamen.
En febrero de 2023 fichó como panelista del programa de espectáculos de Canal 4, Algo contigo, en reemplazo de Giannina Silva, quien se había retirado del panel en enero. Permaneció en el puesto hasta el 29 de diciembre de ese año, cuando abandonó el ciclo para montar un hotel canino.

## Vida personal
Tuvo a su única hija, Valentina, a los 17 años.
En octubre de 2009 trascendió que mantenía una relación con el futbolista Sebastián Viera. En 2011 anunciaron su separación.
En 2015 inició una relación con el rugbista integrante de la selección nacional, Rodrigo Silva.

## Filmografía

### Televisión
| Año       | Programa                  | Rol                         | Canal     |
| --------- | ------------------------- | --------------------------- | --------- |
| 2006      | Locos por saber           | La Jueza                    | Canal 10  |
| 2007-2008 | Pizza a Carballo          | Ella misma; secretaria      | Canal 4   |
| 2009-2015 | El Garage                 | Conductora                  | Canal 10  |
| 2014-2015 | Destinos y sabores        | Conductora                  | Canal U   |
| 2015-2020 | 7 sentidos                | Conductora                  | Canal 7   |
| 2017-2018 | El Garage TV              | Coconductora                | Canal 10  |
| 2017-2019 | Alguien tiene que hacerlo | Coconductora                | Tiempo.TV |
| 2019-2020 | Alguien tiene que hacerlo | Coconductora                | VTV       |
| 2020      | MasterChef Celebrity      | Participante; 2°. Eliminada | Canal 10  |
| 2023      | Algo contigo              | Panelista                   | Canal 4   |

### Teatro
| Año              | Obra                          | Director        |
| ---------------- | ----------------------------- | --------------- |
| 2016             | Cuatro colas y un funeral[20] | Carlos Evaristo |
| Cromosoma XX[12] |                               |                 |